# UA (cantora)
Kaori Hasegawa (長谷川歌織), conhecida pelo nome artístico UA (Suita, 11 de março de 1972) é uma cantora japonesa. UA quer dizer "flor" ou "matar" em swahili. UA participou da banda AJICO, que lançou alguns discos em 2000 e 2001.

## Carreira
Nascida Kaori Shima em Suita, Osaka, ela começou a trabalhar como cantora de salão em sua cidade natal após se formar na Universidade de Artes de Saga em Kyoto. Em 1994, ela foi descoberta pelo produtor Hiroshi Fujiwara e escolheu o nome artístico de UA (uma palavra suaíli que significa "flor" e "matar") e fez sua estreia com o single "Horizon", produzido por Fujiwara. Seu quarto single "Jōnetsu" se tornou um sucesso e Ua ficou reconhecida por Japão.
Em 2000, após mais dois álbuns, Ametora e Turbo, UA fez uma pausa em seu trabalho solo e formou a banda AJICO com Kenichi Asai. Ela retomou suas atividades solo em 2002 e lançou seu quarto álbum, Dorobō. No mesmo ano, ela fez sua estreia como atriz no papel principal do filme Mizu no Onna, além de contribuir para a trilha sonora. O filme ganhou o prêmio Golden Alexander de Melhor Longa-Metragem no Festival Internacional de Cinema de Thessaloniki e foi exibido no Festival de Cinema de Cannes de 2003.
Em 2003, Ua lançou Illuminate: The Very Best Songs, seu primeiro álbum de compilação. Em abril daquele ano, ela expandiu suas atividades ao se tornar apresentadora sob o nome UA (ううあ) de um programa educacional de TV na NHK chamado Do Re Mi no TV, projetado para transmitir canções tradicionais japonesas para crianças. Utauua, uma compilação das canções executadas, foi lançada em 2004. No mesmo ano, ela lançou seu quinto álbum, Sun, que foi masterizado por Ted Jensen. Em 2005, ela lançou seu sexto álbum, Breathe, e uma coletânea de colaborações intitulada Nephews para marcar seu 10º aniversário. Em 2006, Ua colaborou com o músico de jazz Naruyoshi Kikuchi no álbum Cure Jazz . Em 2007, além de lançar seu sétimo álbum Golden Green, ela fez uma segunda incursão na atuação ao aparecer na estreia na direção de Hitoshi Matsumoto, Dai-Nipponjin.
Em dezembro, ela lançou o single "2008", seguido por seu oitavo álbum, Atta, em julho de 2009. Em abril de 2010, Ua lançou seu quarto álbum ao vivo, intitulado Haluto Live.

## Vida pessoal
Após lançar seu primeiro álbum, Ua se casou com o ator Jun Murakami e deu à luz um filho, Nijirō, em 1997, que também se tornou ator. O casal se divorciou em 2006.
Em 2008, Ua revelou que se casou novamente e deu à luz uma filha, em agosto.

## Discografia

### Singles
- 'HORIZON' (6/21/1995)
- 'COLONY' (9/21/1995)
- 'Taiyo Te ni Tsuki ha Kokoro no Ryote ni' (2/21/1996)
- 'Jonetsu' (6/21/1996)
- 'Rizumu' (9/24/1996)
- 'Kumo ga Chigirerutoki' (11/21/1996)
- 'Amai Unmei' (2/21/1997)
- 'Kanashimi Joni' (10/22/1996)
- 'Mirukuthi' (2/25/1998)
- 'Yuganda Taiyo' (5/21/1998)
- 'Kazoetarinai Yoru no Ashioto' (11/25/1998)
- 'Sukato no Suna' (4/28/1999)
- 'private surfer' (9/22/1999)
- 'Senko' (7/24/2002)
- 'DOROBON' (12/18/2002)
- 'Lightning' (3 de março de 2004)
- 'Odoru Tori to Kin no Ame' (5/25/2004)

### Álbuns
- PETIT (10/21/1995) - Mini-álbum com seis músicas
- 11 (10/23/1996)
- FINE FEATHERS MAKE FINE BIRDS (4/23/1997) - Ao vivo
- Ametora (4/22/1998)
- turbo (10/27/1999)
- Dorobou (9/19/2002)
- Sora no Koya (4/23/2003)
- Illuminate "the very best songs" (9/17/2003)
- Uta UUA UUA (3/13/2004)
- SUN (3/24/2004)
- Breathe (3/30/2005)

### DVD
- Sora no Koya (4/23/2003)
- Illuminate -the very best clips- (9/17/2003)

### Vídeo
- Ametora '98 (12 de maio de 1998)

## Diversos

### Livro
- UA by MOTOKO (8 de junho de 2001) - Fotografias

### Cinema
- Ryo em Mizu no Onna(水の女) (filme de 2002).